# Lavault-de-Frétoy
Lavault-de-Frétoy é uma comuna francesa na região administrativa de Borgonha-Franco-Condado, no departamento Nièvre. Estende-se por uma área de 14,2 km². Em 2010 a comuna tinha 70 habitantes (densidade: 4,9 hab./km²).